# معاهدة بروت
معاهدة پروت (بالتركية: Prut Antlaşması)‏ في 21 يوليو 1711م بين الدولة العثمانية وروسيا،  كانت نصراً سياسياً للدولة العثمانية. نصت المعاهدة على إعادة قلعة آزوف إلى العثمانيين، وهدم تاغانروغ والعديد من الحصون الروسية، وتعهد القيصر بالتوقف عن التدخل في شؤون الكومنولث البولندي الليتواني، الذي اعتبره الروس تحت نطاق نفوذهم .

## تاريخ
كانت الدولة العثمانية إمبراطورية مرهوبة الجانب في أوروبا، يثير اسمها الفزع داخل أوروبا بأسرها؛ لذلك لم تقو دولة أوروبية واحدة على مواجهتها بمفردها، فشكّلت الدول الأوروبية المسيحية أحلافا وتحالفات بينها صبغتها بالتقديس لمواجهة العثمانيين الذين توجهوا بفتوحاتهم إلى أرض لم يطرقها الإسلام من قبل.
سادت مقولات ومعتقدات عن العثمانيين في أوروبا بأنهم جيش لا يقهر، ومن المحال أن يُهزم جيش خرج فيه السلطان العثماني للقتال. كانت جيوش العثمانيين أقوى جيوش العالم، وكذلك أساطيلهم، بالإضافة إلى ما تمتعوا به من حماسة دينية، ورغبة في الجهاد، وحسن تدريب، وابتكار في الأسلحة، بل وفي الخطط القتالية والحربية، وعرف التاريخ منهم قادة وسلاطين عظامًا مثل محمد الفاتح، وسليمان القانوني، كانت لهم بصمات بارزة في تاريخ الإنسانية في ذلك الوقت.
غير أن الإمبراطوريات العظيمة، والدول الكبرى في التاريخ تمر بمرحلة صعود مبهرة تنجز فيها أعمالا عظيمة، في زمن قليل، ثم تمر بمرحلة توقف تدافع فيها عن إنجازاتها السابقة، ثم تبدأ في مرحلة الضعف والاضمحلال، ثم التلاشي من الواقع والدخول في سجلات التاريخ، ويعتبر عصر السلطان أحمد الثالث من عصور التوقف في تاريخ الدولة العثمانية.

## أحمد خان الثالث
صعد السلطان العثماني أحمد الثالث إلى عرش الإمبراطورية المترامية الأطراف سنة (1115 هـ= 1703م) وهو في الثلاثين من عمره، وعُرف عنه حبه للسلم، وحبه للأدب والشعر والموسيقى والخط، وشهد عصره بداية التأثر بأوروبا في مجال بناء القصور والإسراف، وهو ما جعل الأغنياء يسعون إلى اقتباس العادات الأوروبية، في الأثاث والحدائق وبخاصة في منطقة البوسفور.
أما في مجال الآداب فقد شجع الشعراء وأغدق عليهم، ونشطت حركة الترجمة عن اللغتين العربية والفارسية واللغات الغربية، وتم تأسيس أول مطبعة عثمانية في الآستانة بعد إقرار مفتي الدولة لإنشائها واشتراطه عدم طبع القرآن الكريم فيها؛ خوفا من الخطأ في كتابته.
أما في مجال الإصلاحات فقد أدرك عدد قليل من العثمانيين مدى ما حققته أوروبا من تفوق وتقدم وهو ما جعلها لا تخشى بأس العثمانيين وسطوتهم، بل تسعى إلى اقتطاع بعض أملاكهم في أوروبا، ورأى الصدر الأعظم (رئيس الوزراء) داماد إبراهيم باشا النوشهري ضرورة التعرف على أوروبا، فأقام الاتصالات المنتظمة بالسفراء الأوروبيين في الآستانة، وأرسل السفراء العثمانيين إلى العواصم الأوروبية للمرة الأولى؛ بهدف تزويد الدولة بمعلومات عن قوة أوروبا العسكرية.

## الحرب مع روسيا
اتبع الإمبراطور الروسي «بطرس الأكبر» سياسة خارجية مبنية على أساس إضعاف الأقوياء من مجاوريه، بدءًا بالسويد وبولونيا، وانتهاءً بالدولة العثمانية، والمعروف أن العثمانيين بعد فشلهم في الحصار الثاني لفيينا وهزيمتهم سنة (1095هـ= 1683م) اتخذت أوروبا ضدهم سياسة هجومية، واجهها العثمانيون بتقهقر تخللته هزائم، وفي خلال ذلك انتزع بطرس الأكبر موقع وميناء «آزوف» في شمال شرق البحر الأسود، وكان ذلك فاتحة جهود روسية حولت البحر الأسود إلى بحيرة روسية خلال قرن من الزمان، وهو ما شكل تهديدًا للدولة العثمانية التي عقدت «معاهدة كارلوفجة» سنة (1111هـ= 1699م) الذي تنازلت بموجبه لبولندا عن أوكرانيا، وللنمسا عن المجر وترنسلفانيا، وللبندقية عن المورة (اليونان)، ووُصف هذا الصلح بأنه أول تفكيك لأوصال الإمبراطورية العثمانية؛ لأنه سجل اعترافًا قانونيًا بالتنازل عن بعض أملاكها في أوروبا.
بدأ بطرس الأكبر تنفيذ مشروعه الكبير بحرب السويد، وانتصر عليها انتصارًا عظيمًا في «معركة بولتافا» سنة (121هـ=1709م)، وانسحب ملك السويد «شارل الثاني عشر» إلى داخل الأراضي العثمانية وحاول استمالة العثمانيين لحرب الروس، لكن الوزير «نعمان باشا الكوبريللي» عارض هذه الحرب، فلما عُزل وتولى مكانه «بلطجي محمد باشا» مال لإثارة الحرب ضد روسيا، واعتبر اجتياز الروس للأراضي العثمانية أثناء مطاردة شارل الثاني عشر سببا كافيا لإعلان الحرب، أما السبب الحقيقي فكان استرداد الأراضي التي استولت عليها روسيا في معاهدة كارلوفجة.
واضطر السلطان -الذي لا يرغب في الحرب- إلى إعلان الحرب على الروس، وأعطيت القيادة العليا إلى بلطجي محمد باشا، فخرج من اسطنبول في (ربيع الأول 1123هـ= أبريل 1711م) في جيش يتكون من (140) ألف جندي، والتقى بالجيش الروسي في موقع «فلكزن» على نهر بروت، وحوصر الروس وقيصرهم حصارا شديدًا، لكن بلطجي لم يستطع اجتياز الخنادق الروسية لمناعتها، ودارت المراسلات بين الطرفين التي انتهت بتوقيع «معاهدة فلكزن» في (9 جمادى الآخرة 1123هـ= 25 يوليو 1711م) التي سمحت للقيصر بالانسحاب بجيشه في مقابل تعهده بإعادة الأراضي التي استولت عليها روسيا في معاهدة كارلوفجة، وعدم تدخل القيصر في شؤون القوزاق مطلقًا.
غير أن وعود القيصر كانت حبرًا على ورق، حيث كان همه الأول تخليص جيشه من الحصار، وهو ما أثار غضب ملك السويد، الذي سعي لدى السلطان العثماني حتى عزل بلطجي محمد باشا، وتولى مكانه «يوسف باشا» الذي وقّع معاهدة جديدة مع الروس سُميت ب«معاهدة أدرنه» في (24 جمادى الأولى 1125هـ= 18 يونيو 1713م) التي قضت بانسحاب الروس من بولندا، واستعادة ميناء آزوف، وحافظت على البحر الأسود كبحيرة عثمانية لمدة ستين عامًا أخرى، لم يتمكن خلالها الروس من الهبوط إلى المياه الدافئة، أما ملك السويد فغادر الدولة العثمانية بعد فشله في زجها في حرب حاسمة ضد الروس.

## الحرب مع البندقية
بعدما استرد العثمانيون ما حصل عليه الروس في معاهدة كارلوفجة، رأوا ضرورة استرداد ما حصلت عليه البندقية والنمسا، وتولى في تلك الفترة منصب الصدارة العظمى في الدولة العثمانية «علي باشا السلحدار» الذي كان ميالا للحرب، غيورًا على مصالح الدولة، راغبًا في استرجاع أملاكها خصوصًا في بلاد المورة؛ لذلك أعلن العثمانيون الحرب أولاً على الدولة الأضعف وهي البندقية في (1 ذو الحجة 1126هـ= 8 ديسمبر 1714م) بعدما مضى على معاهدة فارلوجة خمسة عشر عامًا.
سار علي باشا السلحدار بجيش كبير من اسطنبول، وبرفقة الأسطول العثماني واستولوا على بعض الجزر التي في حوزة البندقية، واستطاع علي باشا السلحدار دخول أراضي المورة والسيطرة على جميع قراها ومدنها باستثناء جزيرة كورفو، وهرب الأسطول البندقي من الأسطول العثماني، وهكذا خرجت البندقية من صفوف الدول الكبرى سنة (1127هـ= 1715م) بعد فقدانها المورة.
استعان البنادقة بـ«شارل الثالث» ملك النمسا بعدما وضعت الحرب أوزارها بين النمسا وفرنسا بعد «معاهدة أوترخت»؛ فأسرع الإمبراطور النمساوي لنجدة البنادقة بعدما أدرك أن بلاده ستكون المرحلة التالية في الحرب مع الدولة العثمانية، وأرسل بلاغًا إلى السلطان العثماني يطلب منه إرجاع كل ما أخذه من البنادقة أو ما أعطي لهم في معاهدة كارلوفجة، وإلا فسيكون امتناعه بمثابة إعلان الحرب، فلم تقبل الدولة العثمانية هذا التهديد الصريح، وفضلت الحرب عليه.

## الحرب مع النمسا
غادر علي باشا السلحدار إسطنبول في (جمادى الأولى 1128هـ= إبريل 1716م] وتوجه إلى المجر، ودخل بلغراد، ولم يستمع لنصح من أشاروا عليه بقضاء الشتاء في بلغراد، والاستعداد لفتحها بقوات أكبر في الربيع، وكان يرى أنه من الممكن تشتيت الجيش الإمبراطوري في معركة ميدانية، أما النمساويون فأرسلوا قائدهم البارز «أوجين دي ساڤوا» لقتال العثمانيين، الذي كان يعد أكبر عسكري في أوروبا في ذلك الوقت.
والتقى الجمعان في «بتروڤارادين» في يوم (15 شعبان 1128هـ= 5 أغسطس 1716م)، واستطاع العثمانيون تحقيق تفوق في بداية معركة بتروڤارادين، غير أن استشهاد علي باشا السلحدار، أدى إلى نتائج عكسية؛ حيث تركت الوحدات العثمانية القتال، وبدأت في الانسحاب من بلغراد فأحرز «أوجين دي ساڤو» نصرًا كبيرًا، وغنم سرادق علي باشا السلحدارا وعدة آلاف من كتبه القيمة المخطوطة بثلاث لغات شرقية والتي اعتاد اصطحابها معه في حملاته العسكرية.
وسار «أوجين» فور انتصاره في معركة بتروڤارادين مع (180) ألف جندي نحو مدينة «تميشوارا» وحاصرها (44) يومًا واستولى على قلعتها المنيعة، ثم دخل بلغراد بعد تغلبه على الصدر الأعظم «خليل باشا» وسقوط (20) ألفا من العثمانيين بين شهيد وجريح وأسير، وعرض «أوجين» الصلح خلال (42) يومًا.
وقد أدت عدم حنكة خليل باشا إلى ضياع بلغراد واستيلاء الألمان والنمساويين عليها لمدة (22) عامًا، علاوة على فقد «تميشوارا» نهائيًا، وغادر المسلمون بلغراد في شكل قوافل كبيرة، ولم تعد تلك المدينة مدينة عثمانية إسلامية، ونزح المسلمون أيضًا من تميشوارا واستوطنها الرومانيون، وعُزل خليل باشا عن الصدارة، وتولى الصدارة بعد فترة «إبراهيم باشا» زوج ابنة السلطان أحمد الثالث، وكان من مؤيدي الصلح، لاقتناعه بعدم إمكانية الحرب بمثل هذا الجيش، ولأن تقوية الجيش تحتاج إلى معدات تكنولوجية حديثة، ولتحقيق ذلك فإن الدولة تحتاج إلى فترة صلح طويلة الأمد.

## معاهدة بساروفيتش
وقد بدأت مساعي الصلح بين الدولة العثمانية وكل من النمسا والبندقية بعد (12) يومًا من صدارة إبراهيم باشا، وانتهت هذه المساعي بتوقيع معاهدة وصلح پساروفيتش في (22 شعبان 1130هـ= 21 يوليو 1718م)، وأنهت هذه المعاهدة المكونة من (20) مادة خاصة بألمانيا، و (26) مادة خاصة بالبندقية، حالة الحرب مع البندقية التي استمرت ثلاث سنوات وسبعة أشهر، ومع النمسا التي استمرت سنتين وشهرين، وتقضى هذه المعاهدة بإعادة المورة إلى الدولة العثمانية لقاء تنازلها عن مقاطعة تميشوارا وبلغراد وصربيا الشمالية وبلاد الأفلاق، وأن تبقى جمهورية البندقية محتلة ثغور شاطئ دلماسيا، وأن يستعيد رجال الدين الكاثوليك مزاياهم القديمة في الدولة العثمانية.
وقد عدّلت هذه المعاهدة في (المحرم 1133 هـ= نوفمبر 1720م) –بناء على طلب من روسيا- بما يتيح لتجارها المرور من أراضي الدولة العثمانية وبيع سلعهم فيها، وأن يتوجه الحجاج الروس إلى بيت المقدس وغيره من الأماكن والأديرة المقدسة بدون دفع خراج أو رسوم أثناء إقامتهم أو على جوازات سفرهم.
وأضيف إلى هذه المعاهدة شرط آخر ذو أهمية سياسية كبيرة تعهدت فيه الدولة العثمانية وروسيا بمنع زيادة نفوذ الملك المنتخب ببولونيا على نفوذ الإشراف، وعدم تمكينه من جعل منصبه وراثيًا في عائلته، ومنع وصول هذين الأمرين بكل الوسائل الممكنة، بما فيها الحرب.
وقصد بطرس الأكبر بهذا الشرط إيجاد النفور والعداوة بين البولونيين والعثمانيين؛ حتى لا يتشكل حلف بين مجاوريه الأقوياء (السويد وپولندا والدولة العثمانية) يحاربه، وهذا يعني إضعاف مجاوريه الواحد بعد الآخر لتزيد قوة روسيا بازدياد ضعف جيرانها الأقوياء، وقد نجح فيما يتعلق بالسويد، ثم شرع في تنفيذ خطته ضد بولونيا والدولة العثمانية، ووضع أول حجر في مشروعه لإضعاف بولندا مع الدولة العثمانية.

## الحرب مع النمسا مرة أخرى
تجدد القتال بين الدولة العثمانية وكل من النمسا وروسيا في عهد السلطان محمود الأول، واستطاع العثمانيون بقيادة الصدر الأعظم «محمد باشا» إيقاف تقدم الروس، واستطاعت الجيوش العثمانية الانتصار على النمساويين الذين أغاروا على البوسنة والهرسك وصربيا، وتقهقر النمساويون بعدما ملأت جثتهم أرض المعركة إلى ما وراء نهر الدانوب سنة (1150هـ= 1737م).
وطلبت النمسا من فرنسا التوسط للصلح مع العثمانيين، فقبل محمد باشا، وفرض على النمسا شروطًا قاسية، وافق عليها القائد المهزوم «وليس» في (ربيع آخر 1152هـ= يوليو 1739م) حيث تنازلت النمسا للدولة العثمانية عن مدينة بلغراد، وما أعطي لها من بلاد الصرب والأفلاق بمقتضى معاهدة بساروفيتش.
أما روسيا فوقّعت صلحا مع الدولة العثمانية تعهدت فيه بهدم قلاع ميناء آزوڤ، وأن تكون تجارتها على سفن أجنبية وبأن تردّ للدولة العثمانية كل ما فتحته من الأقاليم والبلدان، وبذلك انتهت هذه الحرب باسترداد جزء عظيم مما فقدته الدولة العثمانية بمقتضى معاهدة بساروفيتش.

## اقرأ أيضا
- سليمان القانوني وقمة عهود الدولة العثمانية.
- عائلة «كوپريللي».
- العثمانيون في وسط أوروبا.
- فتح القسطنطينية